# 艾哈迈迪
艾哈邁迪（阿拉伯語：الأحمدي）是科威特艾哈邁迪省的首府。該城鎮於1946年發現石油。

## 概述
艾哈邁迪位於科威特南部。科威特國營石油公司以及科威特石油公司的總部街位於此城鎮。
艾哈邁迪面積60平方公里。根據科威特官方於2018年所作的人口普查數據顯示：居住於艾哈邁迪的總人口數量為637411人。